# Шек, Густав
Гу́став Шек (нем. Gustav Scheck; 22 октября 1901, Мюнхен — 19 апреля 1984, Фрайбург-им-Брайсгау) — немецкий флейтист, музыкальный педагог, в 1946—1964 гг. ректор Фрайбургской Высшей школы музыки.

## Биография
Мать была певицей и лютнисткой. В одиннадцатилетнем возрасте впервые услышал в школьном оркестре флейту, которой был очарован. Учился у флейтиста Рихарда Рёлера (чей педагог был учеником Теобальда Бёма), изучал теорию музыки и композицию под руководством Йозефа Мюллер-Блаттау, Германа Эрпфа и Вилибальда Гурлитта. С 1924 г. флейтист Фрайбургского городского оркестра (в этом же году знакомится с Паулем Хиндемитом), затем Дюссельдорфского театра, позднее работал в Киле, Бремене. С 1927 г. — солист оркестра Кёнигсбергского радио (под руководством Германа Шерхена), где знакомится с Эрвином Шульгофом. Затем — работа в Гамбургской опере.
В 1930 г. вместе с Августом Венцингером основал так называемый Кружок камерной музыки Шека-Венцингера (нем. Kammermusikkreis Scheck-Wenzinger; на практике зачастую камерное трио с участием ещё Фрица Ноймайера), первый ансамбль музыки барокко, игравший на аутентичных инструментах, исполнявший в концертах и осуществивший ряд записей для радио и на грампластинках произведений немецкой музыки XVIII века на исторических инструментах, что послужило стимулом к возрождению музыки барокко.
Дважды (1933 и 1934) отказывался от клятвы Гитлеру, что иногда отрицательно сказывалось на профессиональной карьере, но, несмотря на это, он был членом Музыкальной палаты Рейха. В 1934—1945 гг. преподавал в Берлинской Высшей школе музыки, придя туда по инициативе Пауля Хиндемита на смену Эмилю Приллю, с 1942 г. профессор. В 1938 г. опубликовал труд «Путь к деревянным духовым инструментам» (нем. Der Weg zu den Holzblasinstrumenten).
После Второй мировой войны один из основателей и первый директор (1946—1964) Фрайбургской Высшей школы музыки, в 1950 г. получил звание почётного доктора за издания старинной музыки. Был педагогом многих флейтистов, в том числе Ханса-Мартина Линде, Бургхарда Шеффера, Ханса-Петера Шмица.
Харальд Генцмер, которого Шек пригласил во Фрайбург, посвятил ему два Концерта для флейты и две Сонаты. Ему посвящены также Соната для флейты и фортепиано Пауля Хиндемита (1936) (первое исполнение с Вальтером Гизекингом было запрещено Геббельсом, поэтому Соната была исполнена в следующем году в Нью-Йорке Баррером), Соната для флейты и фортепиано Вольфганга Фортнера, 2-я Соната для флейты оп. 38 Курта Хессенберга, Соната для флейты оп. 106 Генриха Каспара Шмида, исполненная впервые вместе с автором (партия фортепиано) в 1939 г.
Густав Шек — автор одного из самых значительных трудов о поперечной флейте «Флейта и музыка для неё» (нем. Die Flöte und ihre Musik; 1975 и последующие переиздания), где рассматриваются многие аспекты флейтового исполнительства (как постановка, физиология, дыхание и т. п.), история инструмента, вопросы интерпретации и анализ наиболее значительных произведений флейтового репертуара прошлых эпох и современной музыки, стили и артикуляционные приёмы старинной музыки и современности. Книга является творческим итогом его профессиональной деятельности.

## Книги Густава Шека и литература о нём
- Scheck, Gustav. Die Flöte und ihre Musik. B. Schott’s Söhne, Mainz, 1975. VEB Deutscher Verlag für Musik, Leipzig, 1981.
- Regula Müller. Gespräche mit Flötisten: Irena Grafenauer — Peter-Lukas Graf — André Nicolet — Gustav Scheck. Band 1. Bern, Salm Verlag, 1985.
- Adorján, András: Lexikon der Flöte. Flöteninstrumente und ihre Baugeschichte — Spielpraxis — Komponisten und ihre Werke — Interpreten. Laaber: Laaber-Verlag, 2009.
- Вступительное слово Г. Шека к книге: Herbert Kölbel. Von der Flöte. Brevier für Flötenspieler. Второе, улучшенное издание. Kassel u.a., Bärenreiter 1966.